# Augusto Porozo
Augusto Jesús Porozo Caicedo (Guayaquil, 13 aprile 1974) è un ex calciatore ecuadoriano, di ruolo difensore.

## Biografia
Augusto Jesús Porozo Caicedo è nato il 13 aprile 1974 a Guayaquil, Ecuador. È noto che ha iniziato la sua carriera calcistica nel 1993 con il Club Sport Emelec, dove ha giocato per oltre un decennio, diventando una figura chiave nella difesa. Porozo ha anche rappresentato la nazionale ecuadoriana, totalizzando 38 presenze dal 1999 al 2004. 

## Carriera

### Club
Ha giocato per l'Emelec dal 1993 al 2004, prima di passare all'El Nacional, al 2007.

### Nazionale
Per la nazionale di calcio ecuadoriana, ha fatto parte della lista di 23 convocati al campionato del mondo 2002, totalizzando 38 presenze dal 1999 al 2004.